# Aho Girl
Aho Girl (アホガール Aho Gāru?, lit. Chica Tonta) es un manga yonkoma realizado por Hiroyuki. Fue adaptado como serie de anime dirigida por Keizou Kusakawa y Shingo Tamaki y transmitida entre el 4 de julio al 19 de septiembre de 2017.

## Sinopsis
Yoshiko es una muchacha asombrosamente tonta. Sin metas, sueños, ni nada que le interese, más que jugar, comer bananas y perseguir a todos lados a su amigo y vecino Akkun, quien ya no la soporta e intenta convertirla en una persona normal y corriente, con un futuro común y corriente. Aunque, sus esfuerzos por cambiarla, le traerán desventuras y malos momentos, él y varios de sus compañeros intentarán mejorar a Yoshiko.

## Personajes

### Principales
- Yoshiko Hanabatake (花畑 よしこ Hanabatake Yoshiko?)

Es una adolescente de 15 años que mentalmente no lo parece, al ser tonta. En realidad, es bastante astuta y pícara, pero es extremadamente vaga y despreocupada, prefiriendo jugar, mirar televisión o comer antes que estudiar o tener alguna responsabilidad. A los 5 años de edad conoce a Akuru, su vecino, el cual se convertiría en su mejor amigo y amor imposible. Tiene una obsesión por las bananas, a tal punto de que es casi lo único que come. Tiene una resistencia física sobrehumana, al punto de resistir días sin comer e incluso los castigos de Akuru, los cuales parece disfrutar.
- Akuru Akutsu (阿久津 明 Akutsu Akuru?)

Llamado "Akkun" por Yoshiko y sus cercanos, es un joven de 16 años bastante malhumorado, agresivo y de poca paciencia, pero en ciertos momentos suele demostrar amabilidad, más que nada con su hermanita Ruri y el Perro de Yoshiko, a quien el llama "George". Desde pequeño que se preocupaba por su futuro académico y estudiaba sin cesar, incluso en sus ratos libres, siendo el más inteligente del curso. Su personalidad fría y distante no le ha dado amigos, pero gracias a su relación de amor/odio con Yoshiko, mucha gente se ha interesado en él. Cuando pierde los estribos es capaz de golpear a quien sea el motivo de su molestia. A pesar de todo, por dentro aprecia a Yoshiko por permanecer fiel a su lado.
- Sayaka Sumino (隅野 さやか Sumino Sayaka?)

Es la mejor amiga de Yoshiko y Akuru. Quizá la voz del sentido común del grupo. Su personalidad pacífica y amable la motiva a luchar para que todos sean felices, y en especial, que Akuru se abra a toda la gente. Tiene un complejo con su busto, llegando a usar rellenos para disimularlos.
- Presidenta del Consejo de Ética (風紀委員長 Fuki Iincho?)

Se desconoce su verdadero nombre. A pesar de pregonar la buena moral y ética, es una pervertida reprimida. Desde que Akuru la protegió de una de las travesuras de Yoshiko, ella se enamoró perdidamente de él, llegando al extremo de acosarlo todos los días, con la excusa de que no cometa actos inmorales. Yoshiko siempre se burla de ella por su gran busto.
- George/Perro (犬 Inu?)

Es un gran perro de pelaje blanco que fue abandonado en la plaza del barrio, y que Yoshiko adopta, ya que por su gran tamaño, puede montarlo. Entiende el lenguaje humano, a tal punto de ser de los pocos que comprende a Akuru, llegando a ser grandes amigos. Es muy gentil y poderoso, llegando él solo a frustrar un asalto. Está enamorado de la perrita de Sayaka, Pome-Chan

### Otros
- Yoshie Hanabatake (花畑 よしえ Hanabatake Yoshie?)

Es la madre de Yoshiko. Lamenta mucho la actitud torpe de su hija, y busca por todos los medios de que Akuru sea el prometido de ella, para que le asegure su futuro (y el de ella misma). Es pervertida y sádica, siendo tan fuerte como su hija, además de frecuentemente someter sexualmente a su marido.
- Ryuuichi Kurosaki (黒崎 龍一 Kurosaki Ryūichi?)

Un abusivo de la escuela de Yoshiko y Akuru, que cambia radicalmente cuando los conoce, autoproclamándose su sirviente. Yoshiko suele olvidar su nombre, pero siempre estima lo que él hace por ellos. Mantiene una rivalidad con Yoshie.
- Ruri Akutsu (阿久津 瑠璃 Akutsu Ruri?)

La hermana menor de Akuru, a la cual le cuesta mucho estudiar. Akuru la consuela a su modo, pero al descubrir de que empezó a sacar cero en los exámenes, se resigna a que se convierta en una tonta como Yoshiko. Tiene dificultades en muchas otras actividades, pero gracias a Yoshiko y Sayaka, siempre trata de aprender y superarse.
- Mamoru, Tadashi y Nozomi (希?)

Son tres niños que juegan en la plaza del barrio de Yoshiko, y ocasionalmente sus compañeros de juego. Al descubrir la irresposabilidad de ella, Mamoru y Tadashi buscan distanciarse y hacerla entrar en razón, mientras que Nozomi la ve como una ídola.
- Atsuko Oshieda (押枝 あつこ Oshieda Atsuko?)

Es la profesora del curso de Yoshiko. Busca incansablemente que Yoshiko mejore en sus estudios, siempre con resultado desfavorables. A pesar de tener 28 años, nunca ha tenido un novio, por lo cual Yoshiko la alienta a que busque uno, llegando incluso a disfrazarse de hombre (Yoshio) para hacer que exprese sus sentimientos. Intentó seducir a Akuru, siendo cruelmente rechazada.
- Akane Eimura (栄村 茜 Eimura Akane?)

Compañera de clase de Yoshiko y líder de un grupo de Gals. Al principio, con mala relación con ella, pero ablandándose a medida que pasan el tiempo juntas. Tampoco se lleva bien con Akuru, quien le recuerda siempre lo poco estudiosa que es.
- Kii Hiiragi (柊 姫衣 Hīragi Kii?)

Compañera del grupo de Gals de Akane. Es la más moderada al hablar y la única con sentido común en el grupo.
- Kuroko Shiina (椎名 黒子 Shīna Kuroko?)

La restante integrante del grupo de Gals. Es la única de las tres que tiene un novio, pero que aún no se decide a comportarse como tal frente a él.
- Rinko Inui (乾 凛子 Inui Rinko?)

Es una chica de segundo año de preparatoria quien tras conocer a Yoshiko la trata como si fuera su mascota, usando juguetes y dulces para recompensarla por hacer trucos. Considera a Sayaka como una chica normal sin cualidades interesantes.

## Medios de comunicación

### Manga
Está siendo publicado en la revista Bessatsu Shōnen Magazine de la editorial Kōdansha. A la fecha presenta 12 tomos.

#### Lista de volúmenes
| Volumen | Fecha de publicación en Japón |
| ------- | ----------------------------- |
| 01      | 17 de mayo de 2013            |
| 02      | 17 de octubre de 2013         |
| 03      | 17 de abril de 2014           |
| 04      | 16 de agosto de 2014          |
| 05      | 16 de enero de 2015           |
| 06      | 15 de mayo de 2015            |
| 07      | 9 de marzo de 2016            |
| 08      | 7 de octubre de 2016          |
| 09      | 5 de junio de 2017            |
| 10      | 2 de octubre de 2017          |
| 11      | 6 de noviembre de 2017        |
| 12      | 11 de diciembre de 2017       |

### Magazine Heroines on the Beach
Magazine Heroines on the Beach (マガジンヒロインズオンザビーチ [M.H.B!]?) es un one-shot publicado el 2 de julio de 2014 en la revista Shūkan Shōnen Magazine. El mismo es una colaboración entre Hiroyuki, Kouji Seo (Fūka), Miki Yoshikawa (Yamada-kun to 7-nin no Majo) y Hikaru Katsuki (Baby Steps).

### Anime
La serie de anime fue adaptada por el estudio Diomedéa. Constó de 12 episodios de 12 minutos de duración cada uno, televisados durante la temporada de verano de 2017 en Japón.

#### Equipo de Producción
- Directores: Keizou Kusakawa y Shingo Tamaki
- Música: Gin
- Diseño de personajes: Masakazu Ishikawa
- Director de sonido: Satoshi Motoyama
- Diseño de color: Shuji Kamimura
- Edición: Toshihiko Kojima
- Fotografía: Yasuyuki Itou

#### Episodios
| # | Título | Fecha de Emisión Japón   |
| --- | --- | ------------------------ |
| | |                          |
| 1 | «La Chica Tonta está aquí» «Kitazo! Aho gāru» (来たぞ！アホガール)                                             | 4 de julio de 2017       |
| Yoshiko alardea de ser una mala estudiante, provocando la ira de su vecino y amor imposible Akuru. La madre de Yoshiko, Yoshie, implora a Akuru a que sea el protector de ella para asegurar el futuro de ambas. Sayaka Sumino, la mejor amiga de Yoshiko, intenta ser amiga del solitario Akuru. Tras confiscar una revista erótica que Yoshiko le regaló a Akuru, la Presidente del Comité de Ética tiene una discusión con ella, pero Akuru interviene. | |                          |
| 2 | «La Chica Tonta se multiplica» «Fueru! Aho gāru» (増える！アホガール)                                          | 11 de julio de 2017      |
| Yoshiko se pone a jugar con tres pequeños en una plaza, y Akuru la reprende. Yoshiko, Akuru y Sayaka se encuentran con Ryuichi Kurosaki, un delincuente de su escuela que queda conmovido ante los retos de Yoshiko. A Ruri Akutsu, la hermanita de Akuru, no le va bien en la escuela, y su hermano y Yoshiko no son de ayuda. Sayaka le da ánimos. La Presidente, quien quedó enamorada de Akuru desde su primer encuentro, intenta abordarlo para una requisa, pero Yoshiko no se la va a hacer fácil. | |                          |
| 3 | «La Chica Tonta y la seguridad en la tercera edad» «Rōgo mo anshin! Aho gāru» (老後も安心！アホガール)         | 18 de julio de 2017      |
| Yoshie conoce a Sayaka y teme que ella arrebate a Akuru de las manos de Yoshiko, y para eso, le presenta una dura prueba. Un gran perro asusta a los chicos en la plaza, pero Yoshiko se las ingenia para domarlo. Tras probar unas bananas producidas por un granjero japonés, Yoshiko quiere agradecerle personalmente, arrastrando a Sayaka en el proceso. Yoshiko cree que Akuru no está de buen ánimo, y por eso, lo somete a un acto de madre e hijo poco normal... | |                          |
| 4 | «La Chica Tonta a la carga!» «Totsunyū! Aho gāru» (突入！アホガール)                                           | 25 de julio de 2017      |
| Yoshiko entrena a Ryuichi para ser amigo de Akuru, pero termina resultando de otra manera. Yoshiko invita a sus amiguitos de la plaza a un acto de superhéroes, pero todos terminan siendo parte del espectáculo Atsuko Oshieda, la maestra del curso de Yoshiko, intenta incentivarla para que estudie, pero Yoshiko logra revelar un punto débil de la atónita maestra. Para investigar acerca de un regalo de cumpleaños para Akuru, Yoshiko, Sayaka y la Presidente se infiltran en la habitación de él mientras duerme, causando estragos.                                                                              | |                          |
| 5 | «Es verano para la Chica Tonta!» «Natsu da! Aho gāru» (夏だ！アホガール)                                       | 1º de agosto de 2017     |
| Ruri desea ir a ver una película de Guerreras Mágicas. Al principio, Akuru la cuestionó, pero para no decepcionarla aceptó. En el cine, Akuru debe lidiar con las payasadas de Yoshiko y Ruri. Yoshiko organiza un viaje a la playa para el verano, pero Akuru no quiere ir, para tristeza de todos. De un modo peculiar, Sayaka lo convence. En el día del viaje, Yoshie sospecha de la Presidente, iniciando una disparatada rivalidad con ella y con Ryuichi. | |                          |
| 6 | «La Chica Tonta y un verano caliente.» «Atsui natsu da! Aho gāru» (暑い夏だ！アホガール)                       | 8 de agosto de 2017      |
| Yoshiko y la Presidenta rivalizan en la playa por la atención de Akuru, involucrando a Sayaka también. En los baños termales, Yoshiko y la Presidenta discuten acerca de la intimidad de Akuru, pero todo se sale de control. Mientras Ryuichi intenta que Yoshie no intervenga en el viaje, pero no es rival para la intrépida madre de Yoshiko. Los Hanabatake salen de viaje y le encargan al perro de Yoshiko a Akuru. Gracias a una película, ambos forman un profundo lazo de amistad. Vecinos del barrio intentan impedir que Yoshiko sea el centro de atención del baile del Festival Obon, pero todo sale al revés. | |                          |
| 7 | «La Chica Tonta y las Gals» «Gyaru ga! Aho gāru» (ギャルが！アホガール)                                        | 15 de agosto de 2017     |
| La Profesora Oshieda sigue reflexionando acerca de su vida amorosa, cuando el apuesto Yoshio (en realidad Yoshiko disfrazada) la cautiva. Yoshiko y Akuru rivalizan acerca de como llamar al perro de ella. Sayaka no puede ser de ayuda. Yoshiko intenta ser amiga de un grupo de Gals, pero estas la evitan, incluso dejándola sola en un juego de escondidas. Ruri se siente decepcionada por el regalo de cumpleaños que le ofreció su hermano. | |                          |
| 8 | «La Chica Tonta como un ángel» «Tenshi no Yōna! Aho gāru» (天使のような！アホガール)                           | 22 de agosto de 2017     |
| Yoshiko interviene en una discusión romántica del grupo de Gals e insta a Kuroko, una de ellas, que exprese abiertamente su amor. Los chicos de la plaza se preparan para una excursión, y Yoshiko los asesora a la hora de comprar bocadillos. Sayaka dialoga con la Presidenta acerca de acosar a Akuru, sin resultado. Yoshiko y su perro visitan a Sayaka y a su simpática perrita Pomerania de la cual el perro de Yoshiko se enamoro | |                          |
| 9 | «La Chica Tonta y el Festival» «Fesutibau! Aho gāru» (フェスティバゥ！アホガール)                              | 29 de agosto de 2017     |
| Akuru y Akane Eimura, la líder del grupo de Gals, rivalizan para ser el encargado del evento del curso para el Festival Escolar. Yoshiko y las Gals pasarán la noche trabajando en los preparativos para el evento, o bien ni lo intentan... Tras el evento, un Maid Café, un estudiante se declara a la Presidente. Conmovida, Yoshiko busca que, a pesar de que lo rechazó, la Presidente le deje un buen recuerdo al estudiante. Esa misma noche, el grupo va a un Karaoke, en donde Sayaka se emborracha y decide confesar todo lo que piensa.                                                                           | |                          |
| 10 | «La Chica Tonta al volante» «Doraibu! Aho gāru» (ドライブ！アホガール)                                         | 5 de septiembre de 2017  |
| Akane esta indecisa si perforarse una oreja para unos aros, y Yoshiko la intenta ayudar. Yoshiko y su perro compiten en una ruta contra un motociclista. Yoshiko se mete en un juego de muñecos de los chicos de la plaza, convirtiéndolo en una telenovela. Para acercarse a Akuru, la Presidente intenta ser amiga de Ruri, pero en el camino, Yoshie interviene en un duelo bastante inusual. | |                          |
| 11 | «Una batalla final, un golpe decisivo y una Chica Tonta» «Kessen! Hissatsu! Aho gāru» (決戦！必殺！アホガール) | 12 de septiembre de 2017 |
| Yoshiko intenta ayudar a Ruri a descubrir si tiene algún talento más allá de lo escolar. Ryuichi es apaleado por una banda escolar que se burló de un frapuccino de banana. Yoshiko se pone seria y los enfrenta. El perro de Yoshiko tiene un paseo poco convencional por la ciudad, incluso realizando actos heroicos. | |                          |
| 12 | «Conociendo a la Chica Tonta» «Deai... Soshite! Aho Gāru» (出会い…そして！アホガール)                          | 19 de septiembre de 2017 |
| Akuru le narra a Sayaka el cómo se conoció con Yoshiko, incluyendo el origen del amor de ella por las bananas y por el mismo Akuru. | |                          |

#### Reparto
| Personaje          | Seiyū Original (Japón) |
| ------------------ | ---------------------- |
| Yoshiko Hanabatake | Aoi Yūki               |
| Akuru Akutsu       | Tomokazu Sugita        |
| Sayaka Sumino      | Sayaka Harada          |
| Fuki Iincho        | Sumire Uesaka          |
| Inu/George         | Daisuke Namikawa       |
| Yoshie Hanabatake  | Yōko Hikasa            |
| Ruri Akutsu        | Sayaka Senbongi        |
| Akane Eimura       | Mao Ichimichi          |
| Kii Hiragi         | Rena Maeda             |
| Kuroko Shiina      | Yuka Iguchi            |
| Nozomi             | Rena Maeda             |
| Tadashi            | Yuka Iguchi            |
| Mamoru             | Shiori Izawa           |

#### Banda sonora
- Opening: Zenryoku Summer! (全力 Summer!) por Angela.
- Ending: Odore! Kyu-kyoku Tetsugaku (踊れ！きゅーきょく哲学) por Sumire Uesaka.